# Centro de Pesquisa de História Natural e Arqueologia do Maranhão
O Centro de Pesquisa de História Natural e Arqueologia do Maranhão é um museu localizado na cidade de São Luís, no Maranhão.

## Fundação
Foi fundado no dia 27 de março de 2002. Tem atuação nas áreas de Paleontologia, Arqueologia e Etnologia, com ações voltadas ao conhecimento, valorização e preservação do acervo patrimonial maranhense. Realiza também pesquisas de salvamento, monitoramento e resgate de sítios arqueológicos no Maranhão.

## Acervo
O acervo do instituto conta com:
- Sala expositiva de Paleontologia:  com fósseis e réplicas de espécies pré-históricas encontradas no Maranhão, incluindo dinossauros, como o Oxalaia quilombensis, maior dinossauro carnívoro do Brasil, além de titanossauro, carcharodontosaurus, pterossauro, peixes do Cretáceo do Maranhão, crocodilos Candidodon, entre outros seres que viveram há cerca de 95 milhões de anos. [2]
- Sala expositiva da Arqueologia: artefatos de pedra, objetos cerâmicos utilitários e ritualísticos pré-coloniais e utensílios de louça e artigos de uso pessoal e cotidiano provenientes do período histórico. [2]
- Sala expositiva de Etnologia: objetos de uso diário e cerimonial pertencentes aos grupos indígenas contemporâneos.
- Biblioteca Olavo Correia Lima: disponibiliza a consulta ao seu acervo de cerca de 3000 volumes nas áreas de atuação do órgão.[2]
- Dois laboratórios

## Exposições
Também são realizadas exposições com um painel da linha do tempo que ilustra a história da cidade de São Luís e um vídeo da história do Maranhão, ao som do poema Canção do Exílio, de Gonçalves Dias; além de eventos culturais, mostras, seminários, palestras e aulas.
Também há uma lousa interativa e o totem da memória e uma exposição retrata ainda as etnias que deram origem ao povo maranhense por meio dos painéis Maranhão Pré-Colonial. 